# John Winthrop, Jr.

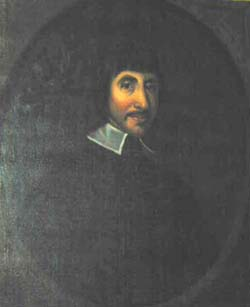
John Winthrop Jr.

John Winthrop Jr. oder John Winthrop der Jüngere (* 12. Februar 1606 in Groton, Suffolk, England; † 5. April 1676 in Boston, Massachusetts Bay Colony) war ein puritanischer Politiker, Unternehmer und Wissenschaftler während der nordamerikanischen Kolonialepoche und mehrfacher Gouverneur der Colony of Connecticut.

## Leben
John Winthrop, Jr. war der älteste Sohn von 16 Kindern von John Winthrop, des Juristen und berufenen Gouverneur der Massachusetts Bay Colony, der am 12. Februar 1606 in Groton, Suffolk, England geboren wurde. Er besuchte das Bury St Edmunds Gymnasium (engl. grammar school), sowie das Trinity College in Dublin und studierte nach 1624 kurz Jura an der Inner Temple in London. Er begleitete als Sekretär die von Pech verfolgte Expedition des Duke of Buckingham bei der Ablösung der Protestanten von La Rochelle, er reiste nach Italien, in die Levante, Holland und kehrte 1629 nach England zurück.
Winthrop folgte im Oktober 1631 seinem Vater nach Massachusetts, wo er 1635, 1640 und 1641, sowie von 1644 bis 1649 einer der „Assistanten“ war. Ferner war er 1633 der hauptsächliche Begründer von Agawam (heute Ipswich, Massachusetts) mit einem ersten Eisenwerk. 1634 nach dem Tod seiner ersten Frau ging er kurz nach England zurück, um Freunde zu besuchen. Er kehrte im nachfolgenden Jahr für eine Amtszeit, die ein Jahr dauerte, als Gouverneur der Colony of Connecticut zurück. Lord Brooke, Lord Saye und Sele und weitere Personen sandten ihn im März 1635 nach Saybrook, an die Mündung des Connecticut River, um einen neuen Stützpunkt zu erbauen. Im März 1636 errichtete Lion Gardner dort ein Fort. Anschließend lebte er für eine gewisse Zeit in Massachusetts, wo er sich dem Wissenschaftsstudium widmete und sich um die Siedlerinteressen bei der Erschließung der kolonialen Bodenschätzen bemühte. 1640 erhielt er von der Kolonie Fisher’s Island an der Mündung des Thames River.
Winthrop war erneut zwischen 1641 und 1643 in England. Bei seiner Rückkehr nach Neuengland gründete er als praktischer Wissenschaftler und Chemiker die Schmieden (engl. iron-works) in Lynn und Braintree in Massachusetts, wo er bis zu 500 Personen ernähren konnte. 1644 erwarb er sich ein Stück Land im südöstlichen Connecticut, wo ursprünglich die Pequot-Indianer ansässig waren, und begründete 1646 in Nameaug den Ort New London, wo er 1647 auch mit seiner Familie hinzog und 1650 eine Mühle errichten ließ. Er wurde 1651 einer der Magisterräte von Connecticut. Ferner war er erneut zwischen 1657 und 1658 Gouverneur der Kolonie. 1659 wurde er jährlich bis zu seinem Tod wiedergewählt. 1661 reiste er nach England und erhielt 1662 die Urkunde (engl. charter), durch die die Kolonien Connecticut und New Haven vereinigt wurden. Wegen den Auseinandersetzungen zwischen Holland und England um Dutch New Netherlands, wie die Insel Manhattan und weitere Gebiete damals bis 1664 hießen, verlor er viele Güter und Geld. Neben dem Amt als Gouverneur von Connecticut, war er 1675 auch einer der Kommissare der United Colonies of New England.
Zur gleichen Zeit wurde er auch in England in die neu geordnete Royal Society gewählt, wo er zu deren philosophischen Unternehmungen (engl. Philosophical Transactions) zwei Zeitungen beisteuerte, die „Some Natural Curiosities from New England“ und den „Description, Culture and Use of Maize“, denn er war an den Naturwissenschaften sehr interessiert. Er besaß eine ausgedehnte Bibliothek und korrespondierte mit englischen Wissenschaftlern. Mit seinem dreieinhalb Fuß langen Teleskop entdeckte er einen fünften Mond des Jupiters, dessen Entdeckung aber erst 1892 durch Edward Barnard im Oberservatorium Lick bestätigt wurde.
John Winthrop verstarb am 5. April 1676 in Boston, Massachusetts, wo er seit 1575 wegen des King Philip’s War festsass und an einer Tagung der Kommissare der United Colonies of New England teilnahm. Er wurde neben seinem Vater auf dem Friedhof der King’s Chapel in Boston beigesetzt.

## Familie
Am 8. Februar 1630 oder 1631 heiratete er seine Cousine Martha Fones, eine Tochter von Thomas und Anne Fones aus London. Sie und eine Tochter starben 1634 in Agawam/Ipswich in Neuengland. Am 6. Juli 1635 heiratete er Elizabeth Reade, eine Tochter von Edmund Reade aus Wickford, die 1672 starb. Mit ihr hatte er neun Kinder:
- Elizabeth Winthrop (1636–1716), die Reverend Antipas Newman und Dr. Zerubbabel Endecott, den Sohn von Gouverneur John Endecott, heiratete.
- Fitz-John Winthrop (1638–1707), Generalmajor, Agent in London für Connecticut (1683–1687) und Gouverneur von Connecticut von 1696 bis zu seinem Tod 1707.
- Lucy Winthrop (1640–1676), die Major Edward Palmes heiratete.
- Waitstill Winthrop (1642–1717), der Mary Brown (1656–1690) heiratete.
- Mary „Mercy“ Winthrop (1644–1740), die Reverend John Culver III heiratete.
- Sara Winthrop (1644–1704), die Reverend John Culver III heiratete.
- Margaret Winthrop (um  1648–1711), die John Corwin heiratete.
- Martha Winthrop (1648–1712), die Richard Wharton heiratete.
- Anne Winthrop (um  1649–1704), die John Richards heiratete.

Paul Dudley Sargent, ein Oberst im amerikanischen Unabhängigkeitskrieg, war ein Nachkomme von Winthrop. Ebenso John Sargent, der während dieses Krieges ein Loyalist war. Eine Urenkelin, Rebecca Winthrop (1712–1776), war verheiratet mit dem Gouverneur von Connecticut Gudron Saltonstall Jr. (1708–1785), Sohn von Gurdon Saltonstall (1666–1724) aus der in der Politik von Massachusetts aktiven Familie Nathanial Saltonstalls. Gudron und Rebecca waren Eltern von Dudley Saltonstall (1738–1796), einem Marinekommandant im Unabhängigkeitskrieg.

## Ehrungen
Nach dem vielseitigen Politiker, Unternehmer und Wissenschaftler Winthrop ist eine Gemeinde und eine Schule am Deep River benannt. Ebenso ist in New London eine Schule nach ihm bezeichnet, die neben seinem damaligen Wohnhaus liegt. In dieser Stadt gibt es eine Straße und eine Avenue, die seinen Namen tragen. Seine 1650 erbaute Mühle und eine Statute in New London können besichtigt werden.